# Last Resort
'
Last Resort er en sang fra Papa Roachs Infest-album. Last Resort kan dog også henlede til en musikvideo eller single, men hvor begge er et led i promoveringen af sangen. Last Resort blev også Papa Roachs internationale gennembrud, hvor de før Last Resort og Infest-albummet egentlig kun var udbredte i deres lokale område Vacaville og Sacramento.
Last Resort handler om selvmord, og er skrevet ud fra en værelseskammerat, forsangeren Jacoby Shaddix, engang havde. Sangen fik enormt god omtale, og bandet modtog mange breve fra lyttere, der takkede for empatien i sangen.
Last Resort var også den første musikvideo Papa Roach nogensinde lavede. I videoen ser man delvist scener hvor bandet optræder på en kvadratisk scene, og med fans hele vejen rundt, og delvist scener fra værelserne hos udvalgte teenagere.
Under touren i 2004 og 2005 blev Last Resort som regel spillet som den sidste sang ved alle koncerterne.